# Картъловиден карамфил
Картъловидният карамфил (Dianthus nardiformis) е вид растение от род Карамфил. Видът е застрашен в България.